# Kilree

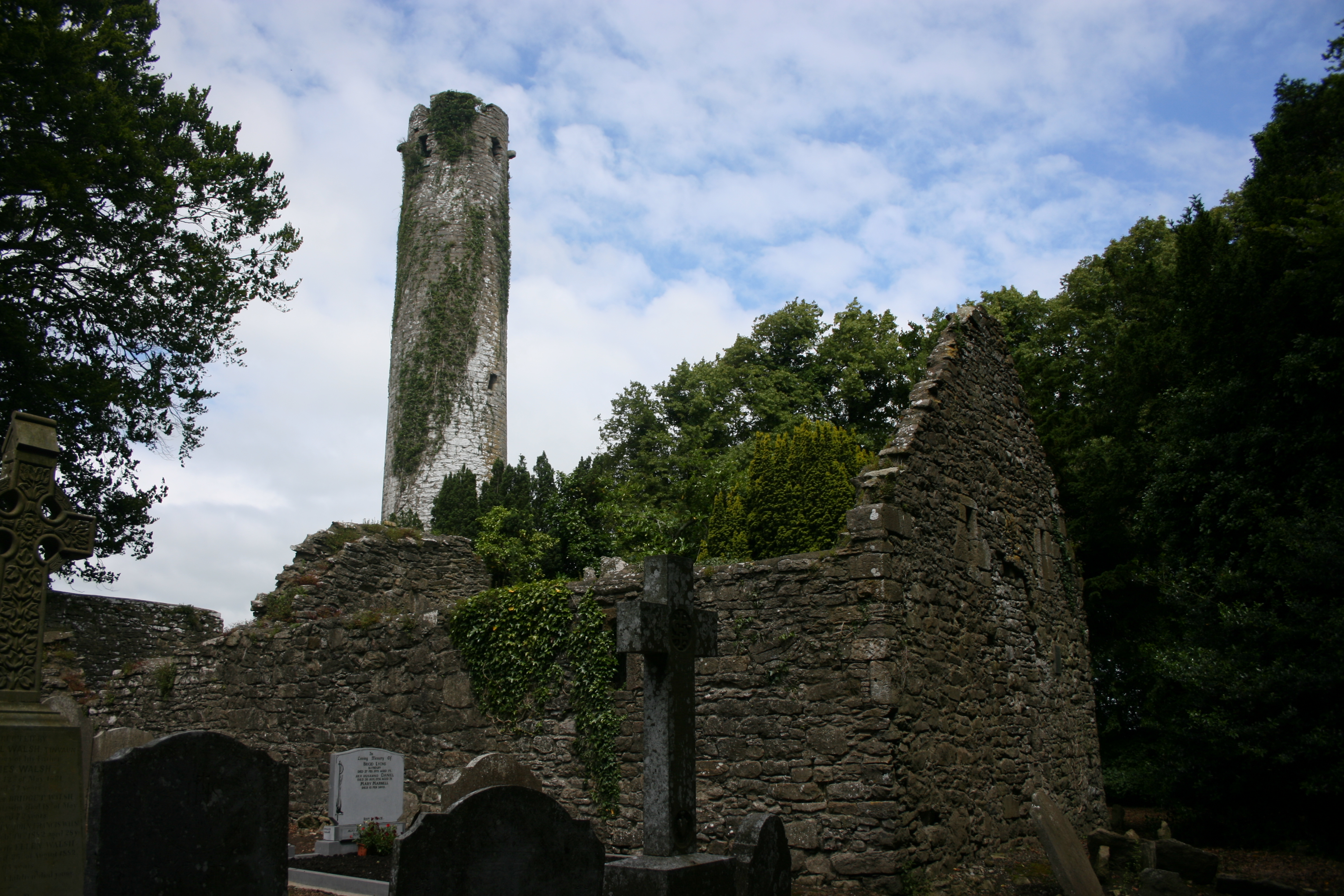
La chiesa e la torre rotonda di Kilree

Kilree è un piccolo complesso monumentale di epoca medievale situato 2 km a sud di Kells, nella contea di Kilkenny, in Irlanda. 

## Descrizione
Il complesso comprende un cimitero, le rovine di una chiesa, una torre rotonda  ed una croce celtica, situata all'esterno della cinta del cimitero. È il più antico sito religioso dell'area con una torre rotonda. La torre è alta circa 26-27 m, ha un diametro di 4,86 m ed una circonferenza di 15,28 m. Non presenta più la cima conica.

## Storia
Secondo la tradizione locale la croce indicherebbe la tomba di Niall Caille, un re supremo d'Irlanda nel IX secolo. Caille sarebbe morto annegato nel fiume Kings, vicino a Callan, nell'846, mentre tentava di salvare un servo: il suo corpo sarebbe stato poi ritrovato a Kells. Il re non fu sepolto in territorio consacrato poiché pagano.